# Раба-Выжна (гмина)
Раба-Выжна (пол. Raba Wyżna) — сельская гмина (волость) в Польше, входит как административная единица в Новотаргский повет, Малопольское воеводство. Население — 13 632 человека (на 2007 год).

## Демография
| Перепись                       | Всего   | Всего  | Женщины | Женщины | Мужчины | Мужчины |
| ------------------------------ | ------- | ------ | ------- | ------- | ------- | ------- |
| Единицы                        | человек | %      | человек | %       | человек | %       |
| Население                      | 13 632  | 100    | 6849    | 50,24   | 6783    | 49,76   |
| Плотность населения (чел./км²) | 154,42  | 154,42 | 77,58   | 77,58   | 76,84   | 76,84   |

## Поселения
1. Раба-Выжна
2. Скава
3. Рокицины-Подхаляньске
4. Сенява
5. Белянка
6. Подсарне
7. Харкабуз
8. Буковина-Оседле

## Соседние гмины
1. Гмина Чарны-Дунаец
2. Гмина Яблонка
3. Гмина Йорданув
4. Йорданув
5. Гмина Любень
6. Гмина Новы-Тарг
7. Гмина Рабка-Здруй
8. Гмина Спытковице